# Golpe precordial
El golpe precordial es un procedimiento médico utilizado en el tratamiento de la fibrilación ventricular o taquicardia ventricular sin pulso en determinadas condiciones. El procedimiento tiene una tasa de éxito muy baja, pero se puede usar en personas con inicio supervisado y presenciado de uno de los ritmos cardíacos "descargables" si no hay un desfibrilador disponible de inmediato. No debe retrasar la reanimación cardiopulmonar (RCP) y la desfibrilación, ni debe usarse en personas con paro cardíaco extrahospitalario no presenciado.

## Procedimiento
En un golpe precordial, un proveedor golpea en medio del esternón de una persona con la parte cubital del puño. La intención es interrumpir un ritmo potencialmente mortal. Se cree que el golpe produce una despolarización eléctrica de 2 a 5 julios. 

## Eficacia
El golpe precordial puede ser efectivo solo si se usa dentro de segundos cerca del inicio de la fibrilación ventricular o la taquicardia ventricular sin pulso, y, por lo tanto, debe usarse solo cuando el paro es presenciado y monitoreado. No hay evidencia de que el golpe precordial mejore la recuperación en un paro cardíaco no presenciado. Tampoco es útil contra la fibrilación ventricular después de que haya pasado el tiempo. Tiene una eficacia muy baja contra la arritmia ventricular (posiblemente incluso empeorándola) y la taquicardia ventricular,  especialmente en comparación con las alternativas de RCP y desfibrilación.
Si bien las probabilidades de éxito son bajas, el procedimiento es rápido, lo que permite que el proveedor continúe con otros procedimientos de reanimación, incluida la RCP, la medicación y la desfibrilación, según corresponda. 

## Efectos adversos y apariencia
Existe la preocupación de que el golpe precordial pueda empeorar el ritmo cardíaco de una persona con más frecuencia de lo que lo mejora. 
El uso de la técnica del golpe precordial a veces se ha mostrado en películas y programas de televisión famosos, como en el episodio 5 de la temporada 2 de The Good Doctor, en el que la realiza el Dr. Brown, y en el episodio 2 de la temporada 1 de The Resident, en el que la realiza Conrad Hawkins, generalmente de pasada sin ninguna explicación. Se sabe que personas no capacitadas lo intentan y, a veces, causan lesiones adicionales a la persona, ya que el golpe debe apuntarse con cuidado. Si se aplica incorrectamente, puede causar más lesiones, por ejemplo, inducir un paro cardíaco por un traumatismo cerrado o romper la punta del esternón, con riesgo de daño fatal al hígado u otros órganos abdominales. 
En un momento, la técnica también se enseñó como parte del entrenamiento estándar de RCP con el requisito de que debe administrarse dentro de los 60 segundos posteriores al inicio de los síntomas. Esa restricción de tiempo, combinada con una serie de lesiones causadas por una técnica inadecuada, resultó en la eliminación del procedimiento de la capacitación en RCP.

## Historia
A James E. Pennington y Bernard Lown de la Universidad de Harvard se les atribuye la formalización de esta técnica en la literatura médica. Publicaron su informe en el New England Journal of Medicine a principios de la década de 1970. Richard S. Crampton y George Craddock, de la Universidad de Virginia, ayudaron a promover el uso paramédico del golpe en el pecho a través de un curioso accidente. En 1970, el equipo de rescate de Charlottesville-Albemarle (VA) transportaba a un paciente con un ritmo cardíaco inestable en lo que entonces se llamaba Unidad Móvil de Cuidados Coronarios. Cuando el vehículo golpeó sin darse cuenta un bache en el estacionamiento de un centro comercial, se restableció el ritmo cardíaco normal del paciente. Investigaciones posteriores confirmaron que los pacientes que se golpean el pecho con arritmias potencialmente mortales podrían salvar vidas.

## Ritmo de puño
El marcapasos de percusión o marcapasos de puño se propuso como un método para administrar marcapasos mecánico a alguien con paro cardíaco. Hay poca evidencia para apoyar su uso. En 1920, el médico alemán Eduard Schott describió originalmente el marcapasos de percusión.